# Andrew Farrell
Andrew Farrell (Louisville, 2 aprile 1992) è un calciatore statunitense, difensore del N.E. Revolution.

## Caratteristiche tecniche
È un terzino destro, ma gioca all'occorrenza anche da difensore centrale.

## Statistiche

### Presenze e reti nei club
Statistiche aggiornate al 4 ottobre 2021.
| Stagione        | Squadra         | Campionato      | Campionato | Campionato | Coppe nazionali | Coppe nazionali | Coppe nazionali | Coppe continentali | Coppe continentali | Coppe continentali | Altre coppe | Altre coppe | Altre coppe | Totale | Totale | Totale |
| Stagione        | Squadra         | Comp            | Pres       | Reti       | Comp            | Pres            | Reti            | Comp               | Pres               | Reti               | Comp        | Pres        | Reti        | Pres   | Reti   |        |
| --------------- | --------------- | --------------- | ---------- | ---------- | --------------- | --------------- | --------------- | ------------------ | ------------------ | ------------------ | ----------- | ----------- | ----------- | ------ | ------ | ------ |
| 2013            | N.E. Revolution | MLS             | 34         | 0          | USCup           | 1               | 0               |                    | -                  | -                  |             | -           | -           | 35     | 0      |        |
| 2014            | N.E. Revolution | MLS             | 36         | 0          | USCup           | 1               | 0               |                    | -                  | -                  |             | -           | -           | 37     | 0      |        |
| 2015            | N.E. Revolution | MLS             | 33         | 0          | USCup           | 0               | 0               |                    | -                  | -                  |             | -           | -           | 33     | 0      |        |
| 2016            | N.E. Revolution | MLS             | 33         | 0          | USCup           | 4               | 0               |                    | -                  | -                  |             | -           | -           | 37     | 0      |        |
| 2017            | N.E. Revolution | MLS             | 30         | 0          | USCup           | 3               | 0               |                    | -                  | -                  |             | -           | -           | 33     | 0      |        |
| 2018            | N.E. Revolution | MLS             | 31         | 2          | USCup           | 1               | 0               |                    |                    |                    |             |             |             | 32     | 2      |        |
| 2019            | N.E. Revolution | MLS             | 30         | 0          | USCup           | 2               | 0               |                    |                    |                    |             |             |             | 32     | 0      |        |
| 2020            | N.E. Revolution | MLS             | 23         | 0          | -               |                 |                 |                    |                    |                    |             |             |             | 23     | 0      |        |
| 2021            | N.E. Revolution | MLS             | 28         | 0          | -               |                 |                 |                    |                    |                    |             |             |             | 28     | 0      |        |
| Totale carriera | Totale carriera | Totale carriera | 278        | 2          |                 | 12              | 0               |                    | -                  | -                  |             | -           | -           | 290    | 2      |        |

## Palmarès

### Club

#### Competizioni nazionali
- MLS Supporters' Shield: 1

New England Revolution: 2021